# Mounir Yemmouni
Mounir Yemmouni (né le 12 octobre 1983 à Berkane, Maroc) est un athlète français, spécialiste du 1 500 m et du steeple. Il mesure 1,87 m pour 67 kg.
Depuis 2007, il est affilié au AC Vaudreuil (Val-de-Reuil). Sélectionné 7 fois en équipe de France A.
En 2007, il est sélectionné en équipe de France aux Championnats du monde d'athlétisme 2007.
6e sur 1 500 m aux Championnats d'Europe d'athlétisme en salle 2007.